# Symphonie no 4 de Prokofiev
Pour les articles homonymes, voir Symphonie no 4.
La Symphonie en do majeur, opus 47 est la quatrième des sept symphonies écrite par Sergueï Prokofiev.
Elle a été considérablement remaniée en 1947 pour donner son op. 112.

## Version de 1930
L'œuvre est composée de quatre mouvements :
1. Andante — Allegro eroico
2. Andante tranquillo
3. Moderato, quasi allegretto
4. Allegro risoluto — Andantino — Allegro come prima

### Fiche technique
- Titre : Symphonie no 4 en ut majeur, op. 47
- Composition : 1929-1930
- Création : 14 novembre 1930 par l'Orchestre symphonique de Boston, sous la direction de Serge Koussevitsky
- Durée : un peu moins d'une demi-heure

### Orchestration
| Instrumentation de la Symphonie no 4 |
| Cordes |
| premiers violons, seconds violons, altos, violoncelles, contrebasses                                                                              |
| Bois |
| piccolo, cor anglais, petite clarinette (dans la version révisée), clarinette basse, contrebasson, 2 flûtes, 2 hautbois, 2 clarinettes, 2 bassons |
| Cuivres |
| 4 cors, 2 trompettes, 3 dans la version révisée, 3 trombones, tuba                                                                                |
| Percussions |
| Timbales, caisse claire, cymbales, grosse caisse, Dans la version révisée : tambourin, triangle, wood blocks                                      |
| Autres instruments |
| Dans la version révisée : piano, harpe |

### Composition
Il s'agit d'une commande de Serge Koussevitsky pour le cinquantième anniversaire de l'orchestre symphonique de Boston. Son écriture date d'un an après l'achèvement de sa troisième symphonie.
Tout comme la troisième symphonie, elle tire une grande quantité de son matériau thématique d’une œuvre scénique préexistante. Pour la quatrième symphonie, il s'agit du ballet Le Fils prodigue, créée en 1929 à Paris. De cette dernière partition, Prokofiev en tira également une suite symphonique, son op. 46 et créée à Paris en 1931.

### Création et réception
La première version de la quatrième symphonie est créée par Serge Koussevitzky, le 14 novembre 1930 au Symphony Hall à Boston, aux États-Unis.
L'accueil est alors mitigé.

### Analyse
La quatrième symphonie constitue une synthèse entre la première manière de Prokofiev dans ce qu’elle a de plus élémentaire (rythmique acérée, ruptures de ton, alliages agressifs de cuivres) et un néo-classicisme plus nostalgique que celui de la Symphonie no 1.

#### Andante — Allegro eroico
Environ 8 minutes.

#### Andante tranquillo
Environ 8 minutes.

#### Moderato, quasi allegretto
Environ 5 minutes.

#### Allegro risoluto — Andantino — Allegro come prima
Environ 8 minutes.

## Version révisée de 1947
L'œuvre est de plus grande ampleur et gagne près d'un quart d'heure, avec une orchestration plus riche (notamment piano, harpe).
Elle a été écrite à une période délicate de l'histoire culturelle soviétique, le parti communiste de ce pays lançant une série de critiques vis-à-vis de ses musiciens, dont Prokofiev fit les frais, tout comme Dmitri Chostakovitch et Aram Khatchatourian, pour ne citer que les plus célèbres. C'est sans doute pour cela que la création n'eut lieu qu'en 1950, et uniquement de manière radiophonique, par l'orchestre symphonique de la BBC sous la direction d'Adrian Boult. L'œuvre ne fut jouée en URSS qu'en 1957 (après la mort du compositeur), par l'orchestre symphonique de l'URSS sous la direction de Guennadi Rojdestvenski.
L'œuvre comporte quatre mouvements et sa durée d'exécution est d'environ quarante minutes.
- Andante -Allegro eroico - Allegretto
- Andante tranquillo
- Moderato, quasi allegretto
- Allegro risoluto

### Analyse

#### Andante — Allegro eroico
Durée : environ 15 minutes. Dans la version de 1947, c’est l'un des sommets de la musique symphonique de Prokofiev. On y admirera la science de la construction, la souplesse de l'orchestration, ainsi que la capacité à entretenir une tension soutenue malgré le caractère aimable des thèmes et les rythmes enjoués. Le «rallentando», qui marque la fin du développement et la transition vers la réexposition du thème principal, est notamment l'un des passages les plus fascinants de la musique symphonique du XXe siècle.